# Borgu (Nigeria)
Borgu è una delle aree a governo locale (local government areas) in cui è suddiviso lo stato di Niger, nella Repubblica Federale della Nigeria. Conta una popolazione di 171.965 abitanti, e prende il nome dalla regione storica di Borgu.